# Microrganismo

Bactéria Escherichia coli aumento de 10000 num microscópio eletrônico

Um microrganismo (pré-AO 1990: microorganismo), micro-organismo (grafia não encontrada em alguns dicionários) ou micróbio ( grego: μικρόβιος; romaniz.: micróbios; de , mickrós, "pequeno"; e βίος, bíos, "vida"; vida pequena) é um organismo microscópico, que pode existir em sua forma unicelular ou em uma colônia de células.
Desde os tempos antigos já se suspeitava sobre a possibilidade da existência de vida microbiana, como nas escrituras jainistas do século VI a.C. no subcontinente indiano. O estudo científico dos microrganismos começou com sua observação com um microscópio na década de 1670 por Antonie van Leeuwenhoek. Na década de 1850, Louis Pasteur descobriu que eram os microrganismos que causavam a deterioração dos alimentos, desmentindo assim a teoria da geração espontânea.
Os microrganismos incluem todos os organismos unicelulares e, portanto, são extremamente diversos. Dos três domínios da vida — Bacteria, Archaea e Eukaria — identificados por Carl Woese, todas as Archaea e Bacteria são microrganismos. Estes foram agrupados anteriormente nos dois sistemas de domínio como procariontes, sendo o outro os eucariontes. O terceiro domínio Eukaryota inclui todos os organismos multicelulares e muitos protistas e protozoários unicelulares. Alguns protistas estão relacionados a animais e outros a plantas verdes. Muitos dos organismos multicelulares são microscópicos como alguns fungos e algumas algas.
Eles vivem em quase todos os habitats, desde os polos até a linha do equador, desertos, gêiseres, rochas e nas profundezas do oceano. Alguns são adaptados a extremos, como condições muito quentes ou muito frias, outros a alta pressão e alguns, como Deinococcus radiodurans, a ambientes de alta radiação. Os microrganismos também constituem a microbiota encontrada dentro — como por exemplo, a microbiota intestinal — e sobre todos os organismos multicelulares. Há evidências de que rochas australianas de 3,45 bilhões * de anos continham microrganismos, essa é a evidência direta de vida na Terra mais antiga já encontrada.
Os micróbios são importantes na cultura e na saúde humana de várias maneiras, servindo para fermentar alimentos, no tratamento de esgoto e para produzir combustíveis, enzimas e outros compostos bioativos. Os micróbios são ferramentas essenciais na biologia como organismos-modelo e têm sido usados na guerra biológica e no bioterrorismo. Os micróbios são um componente vital do solo fértil. No corpo humano, os microrganismos constituem a microbiota humana, incluindo a essencial microbiota intestinal. Os patógenos responsáveis por muitas doenças infecciosas são os micróbios e, como tal, são os alvos principais das medidas de higiene.
haploi

## Descoberta

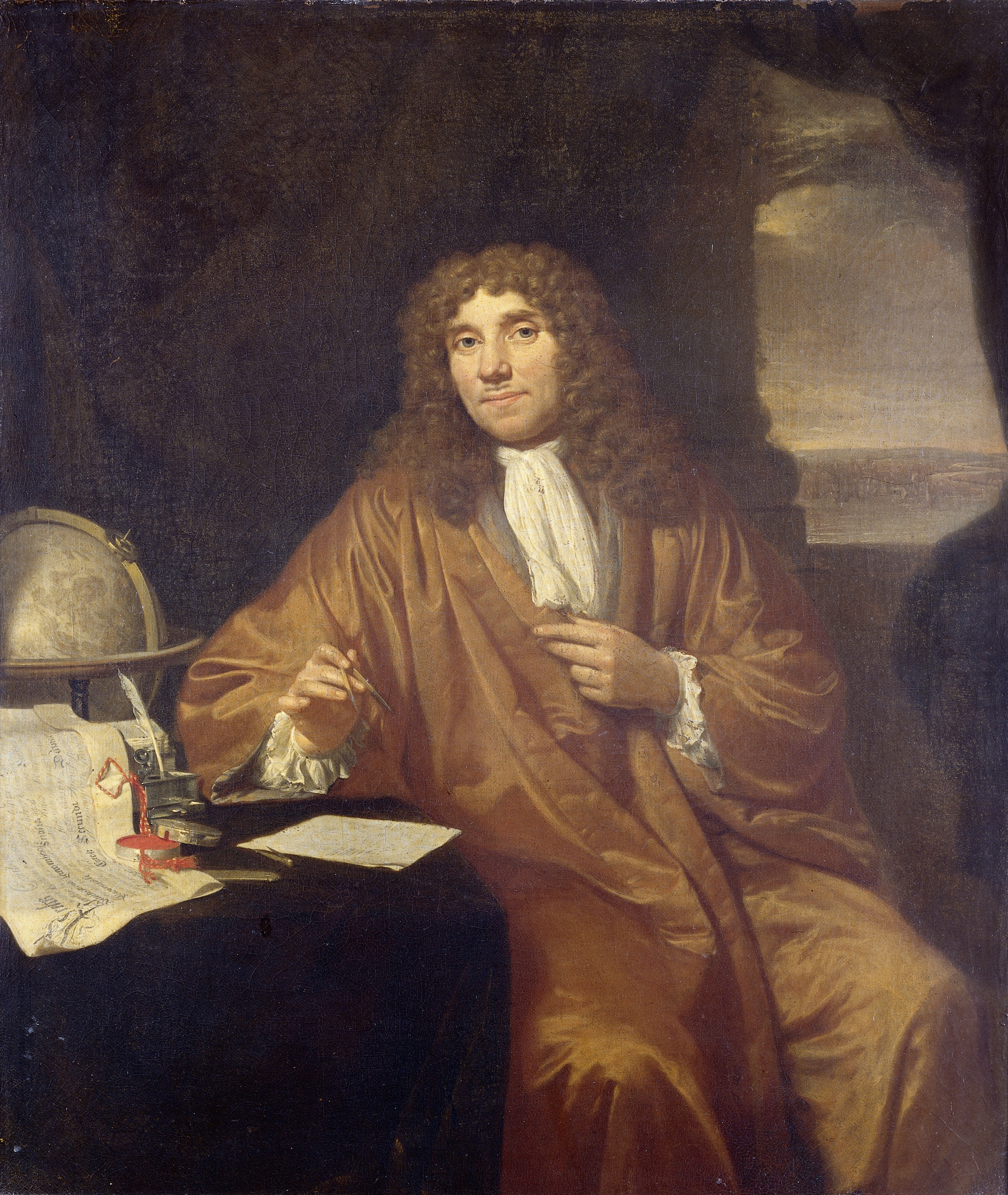
Como o primeiro microscopista e microbiologista reconhecido da história, Antonie van Leeuwenhoek foi o primeiro a estudar organismos microscópicos (incluindo bactérias, que ele chamou de "animálculos"), usando microscópios simples de sua própria autoria.

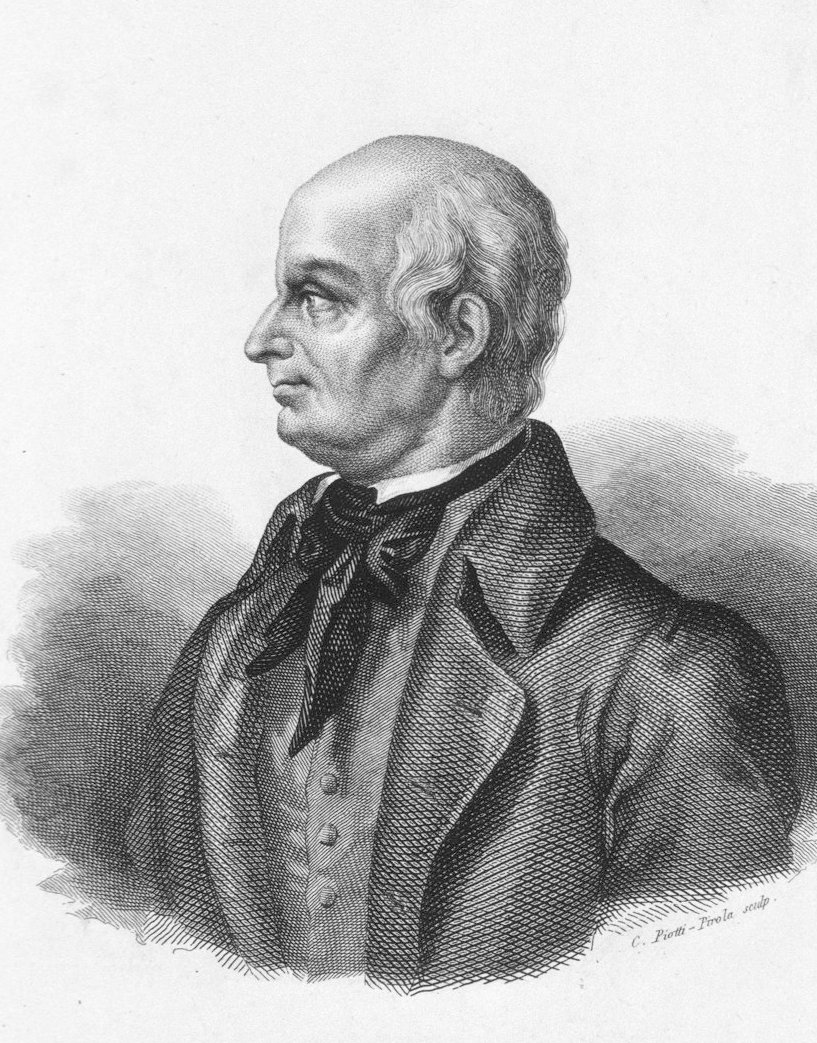
Lazzaro Spallanzani mostrou que ferver um caldo impedia que ele se deteriorasse.

### Precursores ancestrais
A possível existência de organismos microscópicos foi discutida por muitos séculos antes de sua descoberta no século XVII. Por volta do século V a.C. os jainistas da atual Índia postularam a existência de minúsculos organismos chamados de nigodas. Dizia-se que esses nigodas nascem em grupos; eles vivem em toda parte, incluindo corpos de plantas, animais e pessoas; e sua vida dura apenas uma fração de segundo. De acordo com o líder jainista Mahavira, os humanos destroem esses nigodas em grande escala, quando comem, respiram, sentam e se movem. Muitos jainistas modernos afirmam que os ensinamentos de Mahavira foram o presságio da existência de microrganismos descobertos pela ciência moderna.
A ideia mais antiga conhecida para indicar a possibilidade de doenças se espalhando por organismos ainda não vistos foi a do estudioso romano Marco Terêncio Varrão em um livro do século I a.C. com o título Das Coisas do Campo, no qual ele chamava as criaturas invisíveis de animálculos e adverte contra a localização de uma casa próxima um pântano:

… e porque existem certas criaturas minúsculas que não podem ser vistas pelos olhos, que flutuam no ar e entram no corpo pela boca e nariz e causam doenças graves.
No livro, O Canône da Medicina (1021), Avicena sugere que a tuberculose e outras doenças podem ser contagiosas.

### Início da era moderna
| “                                                                      | Meu trabalho, que tenho feito por muito tempo, não foi realizado para obter os elogios que agora aprecio, mas principalmente por uma ânsia de conhecimento, que noto que reside em mim mais do que na maioria dos outros homens. E assim, sempre que descobri algo notável, pensei ser meu dever registrar minha descoberta no papel, para que todas as pessoas engenhosas fossem informadas disso. | ” |
| — Antonie van Leeuwenhoek, em uma carta datada de 12 de Junho de 1716. | |   |

| “                                          | Antony van Leeuwenhoek continua sendo uma das figuras mais mal compreendidas nas origens da biologia experimental. A opinião popular é que Leeuwenhoek trabalhava de uma maneira essencialmente rude e indisciplinada, usando métodos de investigação não experimentados que careciam de refinamento e objetividade. Ele sempre foi designado como um 'diletante'. Além disso, seus microscópios foram descritos como primitivos e dúvidas foram expressas sobre sua capacidade de ter feito muitas das observações que lhe foram atribuídas. Pesquisas recentes mostram que essas visões são errôneas. Seu trabalho foi realizado de forma meticulosa e as observações registradas com esmerada diligência. Embora possamos ver evidências de sua compreensão globulista da matéria orgânica (esta visão tem sido frequentemente citada como evidência de suas inadequações observacionais), esta preocupação menor não pode desviar de dois princípios firmes que fundamentam seu trabalho: (a) uma capacidade clara de construir experiências experimentais e procedimentos que eram, por sua vez, racionais e repetíveis, e (b) uma disposição para ir contra a opinião recebida - por exemplo, sobre a questão de geração espontânea - e para abandonar uma crença anteriormente mantida à luz de novas evidências. Em seu método de analisar um problema, Leeuwenhoek foi capaz de estabelecer muitas das regras básicas da experimentação e fez muito para fundar, não apenas a ciência da microscopia, mas também a filosofia da experimentação biológica. | ” |
| — Brian J. Ford, Leeuwenhoek scholar, 1992 | |   |

| “                                                                    | Leeuwenhoek é universalmente reconhecido como o pai da microbiologia. Ele descobriu os protistas e as bactérias. Mais do que ser o primeiro a ver este mundo inimaginado de 'animálculos', ele foi o primeiro a pensar em olhar - certamente, o primeiro com o poder de ver. Usando seus próprios microscópios enganosamente simples, de lente única, ele não apenas observou, mas conduziu experimentos engenhosos, explorando e manipulando seu universo microscópico com uma curiosidade que desmentia sua falta de um mapa ou orientação. Leeuwenhoek foi um pioneiro, um cientista do mais alto calibre, mas sua reputação sofreu nas mãos daqueles que invejavam sua fama ou desprezavam suas origens não escolarizadas, bem como por meio de seu próprio sigilo desconfiado de seus métodos, que abriu um mundo que outros poderiam não compreender. | ” |
| — Nick Lane, Philosophical Transactions of the Royal Society B, 2015 | |   |

Akshamsaddin, um (cientista otomano) mencionou o micróbio em seu trabalho Maddat ul-Hayat (O Material da Vida) cerca de dois séculos antes da descoberta de Anton van Leeuwenhoek através da experimentação:

É incorreto presumir que as doenças aparecem uma a uma nos humanos. A doença infecta propagando-se de uma pessoa para outra. Esta infecção ocorre por meio de sementes que são tão pequenas que não podem ser vistas, mas estão vivas.
Em 1546, Girolamo Fracastoro propôs que as doenças epidêmicas eram causadas por entidades semelhantes a sementes que podiam transmitir a infecção por contato direto ou indireto, ou mesmo sem contato por longas distâncias.
Antonie Van Leeuwenhoek é considerado o pai da microbiologia. Ele foi o primeiro em 1673 a descobrir e conduzir experimentos científicos com microrganismos, usando microscópios de lente única simples de seu próprio projeto. Robert Hooke, um contemporâneo de Leeuwenhoek, também utilizou microscópios para observar a vida microbiana nos bolores das frutas. Em seu livro Micrographia de 1665, ele fez desenhos de estudos e cunhou o termo célula.

### Século XIX

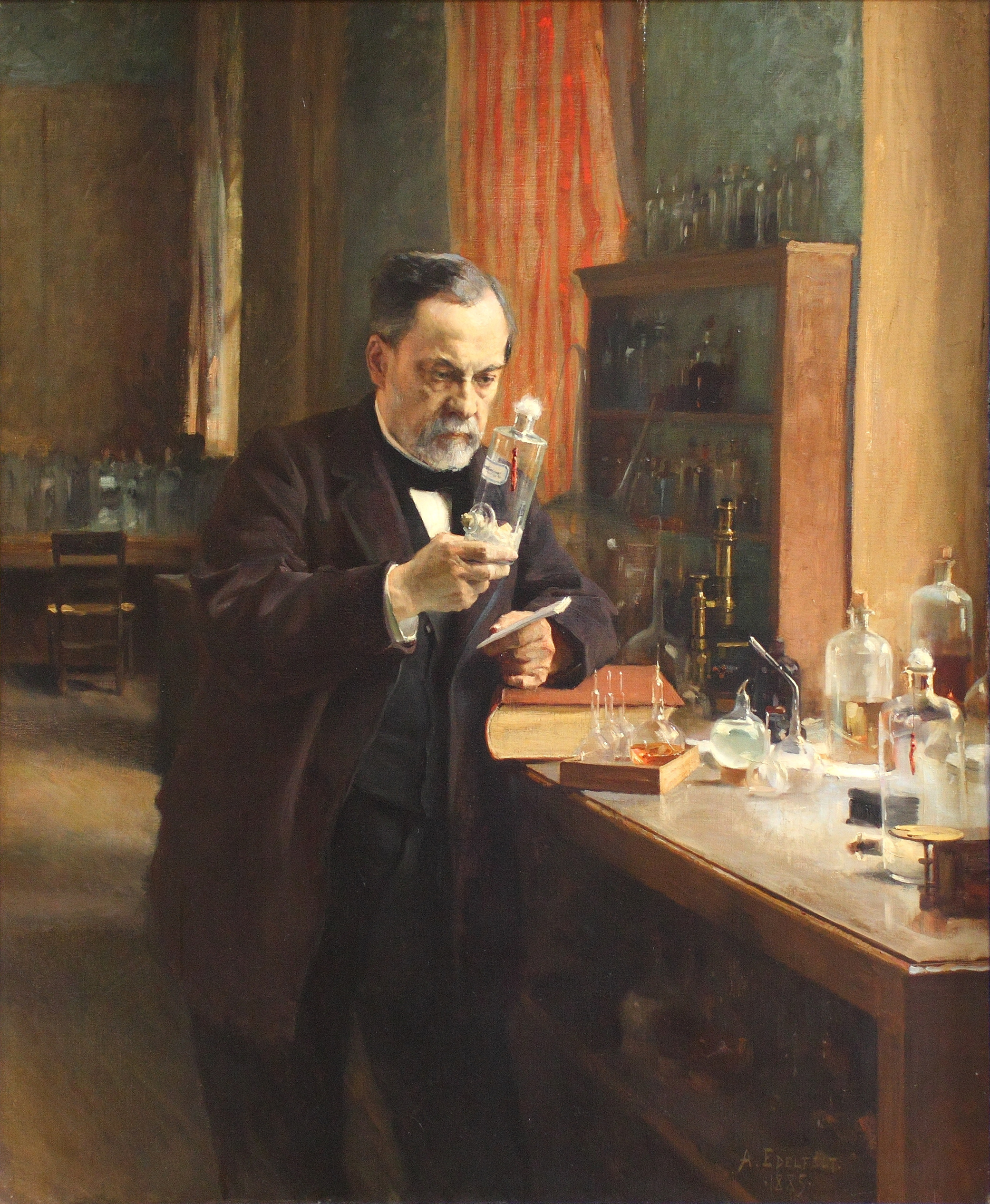
Louis Pasteur mostrou que as descobertas de Spallanzani se mantinham mesmo que o ar pudesse entrar por um filtro que impedia a entrada de partículas.

Louis Pasteur (1822-1895) expôs caldos fervidos ao ar atmosférico, em recipientes que continham um filtro para evitar que as partículas entrassem em contato com o caldo, e também em recipientes sem filtro, mas permitindo o ar passar através de um tubo curvo, assim a poeira e as partículas se assentariam e não entrariam em contato com o caldo. Ao ferver o caldo de antemão, Pasteur garantiu que nenhum microrganismo sobrevivesse dentro dos caldos no início de seu experimento. Nada cresceu nos caldos durante o experimento de Pasteur. Isso significava que os microrganismos vivos que cresciam nesses caldos vinham de fora, como esporos na poeira, em vez de serem gerados espontaneamente no caldo. Assim, Pasteur refutou a teoria da geração espontânea e apoiou a teoria microbiana das doenças.
Em 1876, Robert Koch (1843–1910) estabeleceu que alguns microrganismos podem causar doenças. Ele descobriu que o sangue de gado infectado com antraz sempre continha um grande número de Bacillus anthracis. Koch descobriu que podia transmitir o antraz de um animal para outro ao colher uma pequena amostra de sangue do animal infectado e injetá-la em um animal saudável, o que fazia com que o animal saudável adoecesse. Ele também descobriu que poderia cultivar a bactéria em um caldo nutritivo, injetá-la em um animal saudável e causar doenças. Com base nesses experimentos, ele elaborou critérios para estabelecer uma ligação causal entre um microrganismo e uma doença, que agora são conhecidos como Postulados de Koch. Embora esses postulados não possam ser aplicados em todos os casos, eles retêm importância histórica para o desenvolvimento do pensamento científico e ainda estão sendo usados hoje.

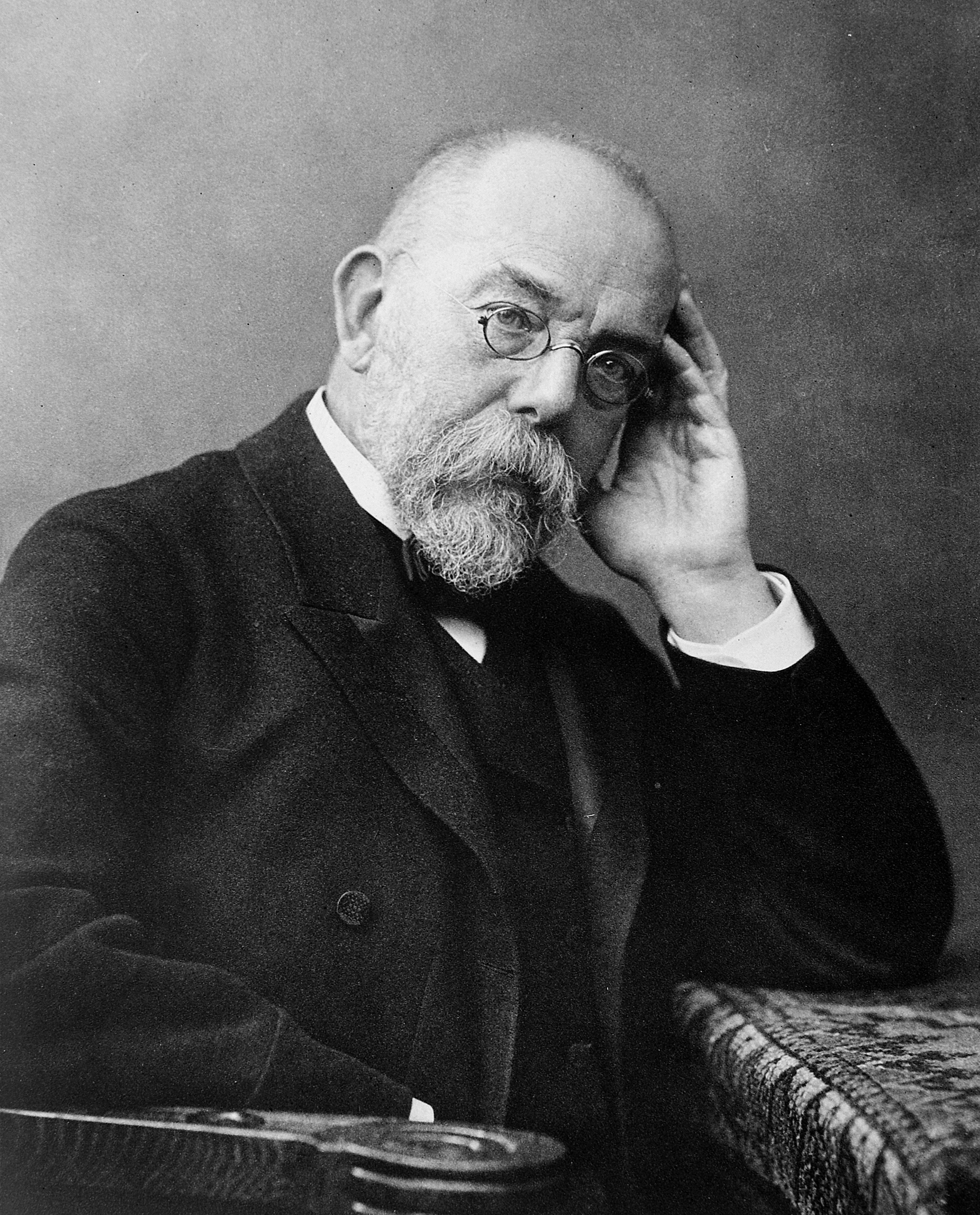
Robert Koch mostrou que alguns microrganismos causam doenças.

A descoberta de microrganismos como o Euglena, que não se enquadravam nos reinos animalia e plantae, por serem fotossintéticos como as plantas, mas móveis como os animais, levou à denominação de um terceiro reino na década de 1860. Em 1860, John Hogg chamou isso de Protoctista, e em 1866 Ernst Haeckel nomeou-o de Protista.
O trabalho de Pasteur e Koch não refletia com precisão a verdadeira diversidade do mundo microbiano por causa de seu foco exclusivo em microrganismos com relevância médica. Só então, com o trabalho de Martinus Beijerinck e Sergei Winogradsky no final do século XIX que a verdadeira amplitude da microbiologia foi revelada. Beijerinck fez duas contribuições importantes para a microbiologia: a descoberta do vírus e o desenvolvimento de técnicas de cultura enriquecidas. Embora seu trabalho com o vírus do mosaico do tabaco tenha estabelecido os princípios básicos da virologia, foi seu desenvolvimento do meio de cultura enriquecido que teve o impacto mais imediato na microbiologia, permitindo o cultivo de uma ampla gama de micróbios com fisiologias totalmente diferentes. Winogradsky foi o primeiro a desenvolver o conceito de quimiolitotrofia e, assim, revelar o papel essencial desempenhado pelos microrganismos nos processos geoquímicos. Ele foi responsável pelo primeiro isolamento e descrição de bactérias nitrificantes e fixadoras de nitrogênio. O microbiologista franco-canadense Felix d'Herelle codescobriu os bacteriófagos e foi um dos primeiros microbiologistas aplicados.

## Classificação e estrutura
Os microrganismos podem ser encontrados quase em qualquer lugar da Terra. Bactérias e arqueas são quase sempre microscópicas, enquanto vários eucariontes também são microscópicos, incluindo a maioria dos protistas, alguns fungos e plantas. Os vírus não são feitos de células, eles não podem se manter em um estado estável, não crescem e não podem produzir sua própria energia. Mesmo que eles se repliquem e se adaptem ao seu ambiente, os vírus são mais parecidos com androides do que organismos vivos reais. Portanto, não são considerados microrganismos, embora um subcampo da microbiologia seja a virologia, a especialidade biológica e médica que estuda os vírus e suas propriedades.

### Evolução

A árvore filogenética de Carl Woese de 1990 com base em dados de rRNA mostra os domínios de Bacteria, Archaea e Eukaryota. Todos são microrganismos, exceto alguns grupos de eucariontes.

Microrganismos unicelulares foram as primeiras formas de vida a se desenvolver na Terra, há aproximadamente 3,5 bilhões de anos. A evolução posterior foi lenta e, por cerca de 3 bilhões de anos no éon pré-cambriano (grande parte da história da vida na Terra), todos os organismos eram microrganismos. Bactérias, algas e fungos foram identificados em um âmbar com 220 milhões de anos, o que mostra que a morfologia dos microrganismos mudou pouco desde pelo menos o período Triássico. O recém-descoberto papel biológico desempenhado pelo níquel, entretanto - especialmente aquele provocado por erupções vulcânicas dos Trapps siberianos - pode ter acelerado a evolução dos metanógenos no final do evento de extinção Permiano-Triássico. Os microrganismos tendem a ter uma taxa de evolução relativamente rápida. A maioria dos microrganismos pode se reproduzir rapidamente e as bactérias também são capazes de trocar genes livremente por meio de conjugação, transformação e transdução, mesmo entre espécies amplamente divergentes. Essa transferência horizontal de genes, associada a uma alta taxa de mutação e outros meios de transformação, permite que os microrganismos evoluam rapidamente (por meio da seleção natural) para sobreviver em novos ambientes e responder aos estresses ambientais. Essa rápida evolução é importante na medicina, pois levou ao desenvolvimento de bactérias patogênicas multirresistentes, as superbactérias, que são resistentes aos antibióticos.
Uma possível forma de transição de microrganismo entre um procarionte e um eucarionte foi descoberta em 2012 por cientistas japoneses. O Parakaryon myojinensis é um microrganismo único, maior do que um procarionte típico, mas com material nuclear encerrado em uma membrana como em um eucarionte, e a presença de endossimbiontes. Esta é vista como a primeira forma evolutiva plausível de microrganismo, mostrando um estágio de desenvolvimento do procarionte ao eucarionte.

### Archaea
Archaea são organismos unicelulares procarióticos e formam o primeiro domínio da vida, no sistema de três domínios de Carl Woese. Um procarionte é definido como anucleado ou por não conter outra organela ligada à membrana. As Archaea compartilham essa característica definidora com as bactérias com as quais foram agrupadas. Em 1990, o microbiologista Woese propôs o sistema de três domínios que dividia os seres vivos em bactérias, arqueias e eucariontes e, assim, dividia o domínio procarionte.
As Archaea diferem das bactérias tanto em sua genética quanto em sua bioquímica. Por exemplo, enquanto as membranas celulares bacterianas são feitas de fosfoglicerídeos com ligações de éster, as membranas arqueanas são feitas de éter lipídico. Archaea foram originalmente descritos como extremófilos que vivem em ambientes extremos, como fontes termais, mas desde então foram encontrados em todos os tipos de habitats. Só agora os cientistas estão começando a perceber o quão comuns são as archaea no meio ambiente, com o Crenarchaeota sendo a forma de vida mais comum no oceano, dominando ecossistemas abaixo de 150 metros de profundidade. Esses organismos também são comuns no solo e desempenham um papel vital na oxidação da amônia.
Os domínios combinados de arqueias e bactérias constituem o grupo de organismos mais diverso e abundante da Terra e habitam praticamente todos os ambientes onde a temperatura está abaixo de 140 °C. Eles são encontrados na água, solo, ar, como o microbioma de um organismo, fontes termais e até mesmo nas profundezas da crosta terrestre nas rochas. O número de procariontes é estimado em cerca de cinco nonilhões, ou 5×1030, representando pelo menos metade da biomassa da Terra.
A biodiversidade dos procariontes é desconhecida, mas pode ser muito grande. Uma estimativa de maio de 2016, baseada em leis de escala de números conhecidos de espécies contra o tamanho do organismo, dá uma estimativa de talvez 1 trilhão de espécies no planeta, das quais a maioria seriam microrganismos. Atualmente, apenas um milésimo de um por cento desse total foi descrito. Células arqueias de algumas espécies agregam e transferem DNA de uma célula para outra por meio do contato direto, especialmente sob condições ambientais estressantes que causam danos ao DNA.

### Bacteria

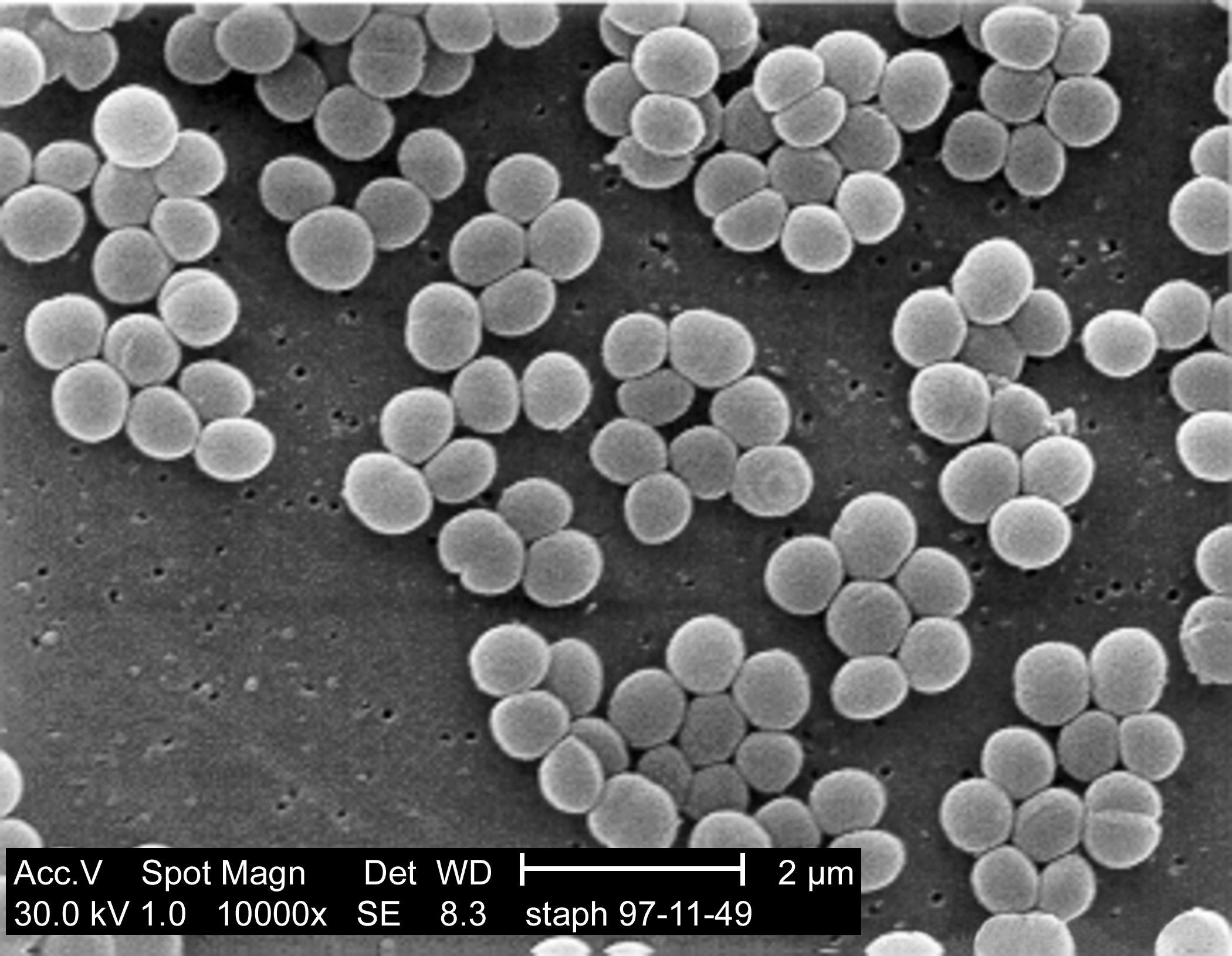
Bactéria Staphylococcus aureus ampliada em cerca de 10.000 vezes.

Bactérias como as arqueias são procarióticas - unicelulares e não têm núcleo celular ou outra organela ligada à membrana. As bactérias são microscópicas, com algumas exceções extremamente raras, como Thiomargarita namibiensis. As bactérias funcionam e se reproduzem como células individuais, mas muitas vezes podem se agregar em colônias multicelulares. Algumas espécies, como as mixobactérias, podem se agregar em estruturas complexas, operando como grupos multicelulares como parte de seu ciclo de vida, ou formar aglomerados em colônias bacterianas como a Escherichia coli.
Seu genoma é geralmente um cromossomo bacteriano circular - uma única alça de DNA, embora também possam abrigar pequenos pedaços de DNA chamados plasmídeos. Esses plasmídeos podem ser transferidos entre células por meio de conjugação bacteriana. As bactérias são envoltas por uma parede celular, que fornece força e rigidez às suas células. Elas se reproduzem por fissão ou às vezes por gemulação, mas não sofrem reprodução sexual meiótica. No entanto, muitas espécies bacterianas podem transferir DNA entre células individuais por um processo de transferência horizontal de genes conhecido como transformação natural. Algumas espécies formam esporos extraordinariamente resistentes, mas para as bactérias esse é um mecanismo de sobrevivência, não de reprodução. Em condições ideais, as bactérias podem crescer extremamente rapidamente e seu número pode dobrar a cada 20 minutos.

### Eucariotas
A maioria dos seres vivos visíveis a olho nu em sua forma adulta são eucariontes, incluindo humanos. No entanto, muitos eucariontes também são microrganismos. Ao contrário das bactérias e arqueias, os eucariontes contêm organelas como o núcleo da célula, o complexo de Golgi e as mitocôndrias em suas células. O núcleo é uma organela que abriga o DNA que compõe o genoma de uma célula. O próprio DNA (ácido desoxirribonucleico) é organizado em cromossomos complexos. As mitocôndrias são organelas vitais no metabolismo, pois são o local do Ciclo de Krebs e da fosforilação oxidativa. Eles evoluíram de bactérias simbióticas e retêm um genoma remanescente. Como as bactérias, as células vegetais têm paredes celulares e contêm organelas como os cloroplastos, além das organelas de outros eucariontes. Os cloroplastos produzem energia da luz por fotossíntese e também eram bactérias simbióticas originalmente.
Os eucariontes unicelulares consistem em uma única célula ao longo de seu ciclo de vida. Essa qualificação é significativa, pois a maioria dos eucariontes multicelulares consiste em uma única célula chamada zigoto apenas no início de seus ciclos de vida. Os eucariontes microbianos podem ser haploides ou diploides e alguns organismos têm múltiplos núcleos celulares.
Os eucariontes unicelulares geralmente se reproduzem assexuadamente por mitose em condições favoráveis. No entanto, sob condições estressantes, como limitações de nutrientes e outras condições associadas a danos ao DNA, eles tendem a se reproduzir sexualmente por meiose e singamia.

#### Protistas

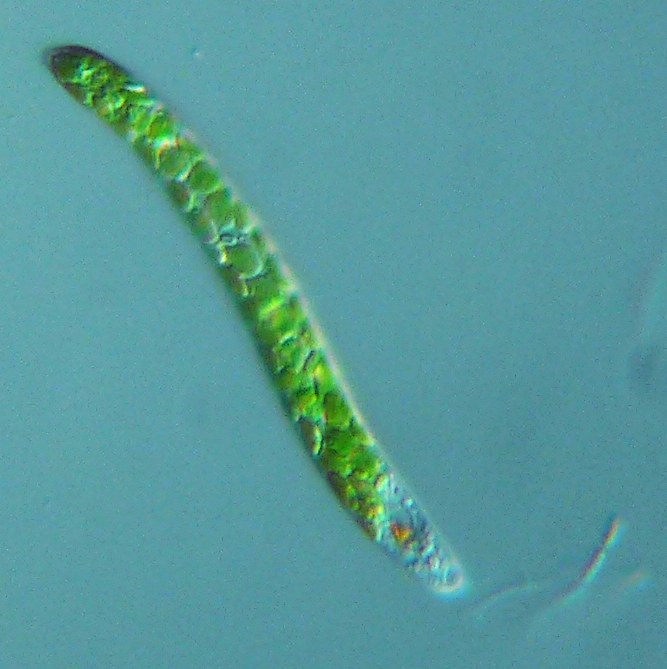
Euglena mutabilis, um flagelado fotossintético

Dos grupos eucarióticos, os protistas são mais comumente unicelulares e microscópicos. Este é um grupo altamente diverso de organismos que não são fáceis de classificar. Várias espécies de algas são protistas multicelulares e os fungos viscosos têm ciclos de vida únicos que envolvem a alternância entre as formas unicelulares, coloniais e multicelulares. O número de espécies de protistas é desconhecido, uma vez que apenas uma pequena proporção foi identificada. A diversidade protista é alta nos oceanos, profundas aberturas do mar, sedimentos de rios e um rio ácido, sugerindo que muitas comunidades microbianas eucarióticas ainda podem ser descobertas.

#### Fungi
Os fungos apresentam várias espécies unicelulares, como a levedura de padeiro (Saccharomyces cerevisiae) e a levedura de fissão (Schizosaccharomyces pombe). Alguns fungos, como a levedura patogênica Candida albicans, podem sofrer mutações genéticas e crescer como células únicas em alguns ambientes e hifas filamentosas em outros.

#### Plantae
As algas verdes são um grande grupo de eucariontes fotossintéticos que incluem muitos organismos microscópicos. Embora algumas algas verdes sejam classificadas como protistas, outras, como charophyta, são classificadas com plantas embriófitas, que são o grupo mais familiar de plantas terrestres. As algas podem crescer como células únicas ou em longas cadeias de células. As algas verdes incluem flagelados unicelulares e coloniais, geralmente, mas nem sempre, com dois flagelos por célula, bem como várias formas coloniais, cocoides e filamentosas. Nos Charales, que são as algas mais estreitamente relacionadas às plantas superiores, as células se diferenciam em vários tecidos distintos dentro do organismo. Existem cerca de 6 000 espécies de algas verdes.

## Ecologia
Os microrganismos são encontrados em quase todos os habitats presentes na natureza, incluindo ambientes hostis como os polos Norte e Sul, desertos, gêiseres e rochas. Eles também incluem todos os microrganismos marinhos dos oceanos e do fundo do mar. Alguns tipos de microrganismos se adaptaram a ambientes extremos e colônias sustentadas; esses organismos são conhecidos como extremófilos. Extremófilos têm sido isolados em rochas a até 7 quilômetros abaixo da superfície da Terra, e foi sugerido que a quantidade de organismos que vivem abaixo da superfície da Terra é comparável à quantidade de vida na superfície ou acima dela. Os extremófilos são conhecidos por sobreviver por um tempo prolongado no vácuo e podem ser altamente resistentes à radiação, o que pode até permitir que sobrevivam no espaço. Muitos tipos de microrganismos têm relações simbióticas íntimas com outros organismos maiores, alguns dos quais são mutuamente benéficos (mutualismo), enquanto outros podem ser prejudiciais ao organismo hospedeiro (parasitismo). Se os microrganismos podem causar doenças em um hospedeiro, eles são conhecidos como patógenos e, às vezes, chamados de micróbios. Os microrganismos desempenham papéis críticos nos ciclos biogeoquímicos da Terra, pois são responsáveis pela decomposição e fixação de nitrogênio.
As bactérias usam redes regulatórias que lhes permitem se adaptar a quase todos os nichos ambientais do planeta. Uma rede de interações entre diversos tipos de moléculas, incluindo DNA, RNA, proteínas e metabólitos, é utilizada pelas bactérias para atingir a regulação da expressão genética. Em bactérias, a principal função das redes regulatórias é controlar a resposta às mudanças ambientais, por exemplo, estado nutricional e estresse ambiental. Uma complexa organização de redes permite que o microrganismo coordene e integre vários sinais ambientais.

### Extremófilos

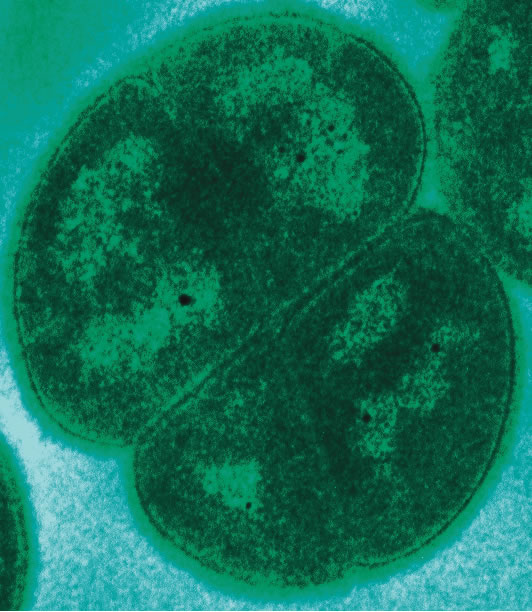
Uma tétrade de Deinococcus radiodurans, uma bactéria extremófila radiorresistente.

Extremófilos são microrganismos que se adaptaram para poder sobreviver e até prosperar em ambientes extremos que normalmente são fatais para a maioria das formas de vida. Termófilos e hipertermófilos prosperam em altas temperaturas. Os psicrófilos prosperam em temperaturas extremamente baixas. Temperaturas tão altas quanto 130 °C, tão baixas quanto −17 °C. Halófilos como Halobacterium salinarum (um arqueano) prosperam em condições altamente salinas, até a saturação. Os alcalifílicos prosperam em um pH alcalino de cerca de 8,5-11. Os acidófilos podem prosperar em um pH de 2,0 ou menos. Os piezófilos prosperam em pressões muito altas: até 1.000-2.000 atm, até 0 atm como no vácuo do espaço. Alguns extremófilos, como Deinococcus radiodurans, são radiorresistentes, resistindo à exposição à radiação de até 5kGy. Os extremófilos são importantes de maneiras diferentes. Eles estendem a vida terrestre a grande parte da hidrosfera, crosta e atmosfera da Terra, seus mecanismos específicos de adaptação evolutiva a seu ambiente extremo podem ser explorados em biotecnologia, e sua própria existência sob tais condições extremas aumenta o potencial para vida extraterrestre.

### No solo
O ciclo do nitrogênio nos solos depende da fixação do nitrogênio atmosférico. Isso é conseguido por vários diazotróficos. Uma das maneiras pelas quais isso pode ocorrer é nos nódulos das raízes de leguminosas que contêm bactérias simbióticas dos gêneros Rhizobium, Mesorhizobium, Sinorhizobium, Bradyrhizobium e Azorhizobium.
As raízes das plantas criam uma região estreita conhecida como rizosfera que suporta muitos microrganismos conhecidos como microbioma da raiz.

### Simbiose

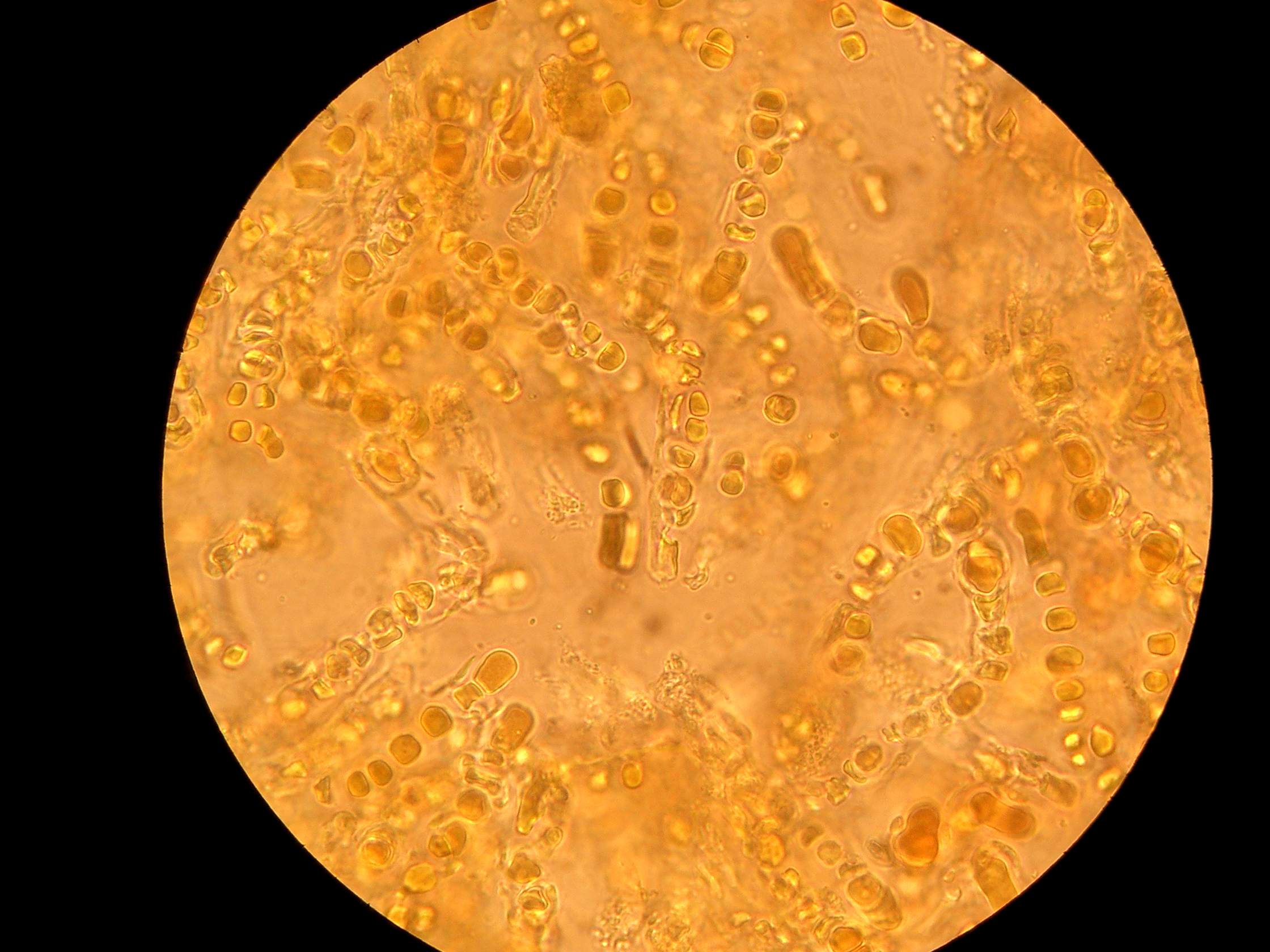
A cianobactéria fotossintética Hyella caespitosa (formas redondas) com hifas fúngicas (fios translúcidos) no líquen Pyrenocollema halodytes

Um líquen é uma simbiose de um fungo macroscópico com algas microbianas fotossintéticas ou cianobactérias.

## Aplicações
Os microrganismos são úteis na produção de alimentos, no tratamento de águas residuais, na criação de biocombustíveis e em uma ampla gama de produtos químicos e enzimas. Eles são inestimáveis na pesquisa como organismos-modelo. Eles foram transformados em armas e às vezes usados na guerra e no bioterrorismo. Eles são vitais para a agricultura por meio de seus papéis na manutenção da fertilidade do solo e na decomposição da matéria orgânica.

### Produção de alimentos
Os microrganismos são usados em um processo de fermentação para fazer iogurte, queijo, requeijão, kefir, ayran e outros tipos de alimentos. As culturas de fermentação fornecem sabor e aroma e inibem microrganismos indesejáveis. Eles são usados para fermentar o pão e para converter açúcares em álcool no vinho e na cerveja. Os microrganismos são usados na fabricação de cerveja, vinho, panificação, decapagem e outros processos de fabricação de alimentos.
Alguns usos industriais de microrganismos:
| Produto            | Contribuição de Microorganismos |
| ------------------ | --- |
| Queijo             | O crescimento de microrganismos contribui para o amadurecimento e o sabor. O sabor e a aparência de um determinado queijo devem-se em grande parte aos microrganismos a ele associados. Lactobacillus Bulgaricus é um dos micróbios usados na produção de Lacticínios.                                         |
| Bebidas alcoólicas | O fermento é usado para converter açúcar, suco de uva ou grãos tratados com malte em álcool. Outros microrganismos também podem ser usados; um molde converte amido em açúcar para fazer o vinho de arroz japonês, saquê. Acetobacter Aceti é uma espécie de bactéria usada na produção de bebidas alcoólicas. |
| Vinagre            | Certas bactérias são usadas para converter o álcool em ácido acético, que dá ao vinagre seu sabor ácido. O Acetobacter Aceti é usado na produção de vinagre, que dá ao vinagre odor de álcool e sabor alcoólico.                                                                                               |
| Ácido Cítrico      | Certos fungos são usados para fazer ácido cítrico, um ingrediente comum em refrigerantes e outros alimentos. |
| Vitaminas          | Microrganismos são usados para fazer vitaminas, como a vitamina C, B2 , B12. |
| Antibióticos       | Alguns microrganismos são usados para fazer antibióticos, como a Penicilina, Amoxicilina, Tetraciclina e Eritromicina. |

### Tratamento de água

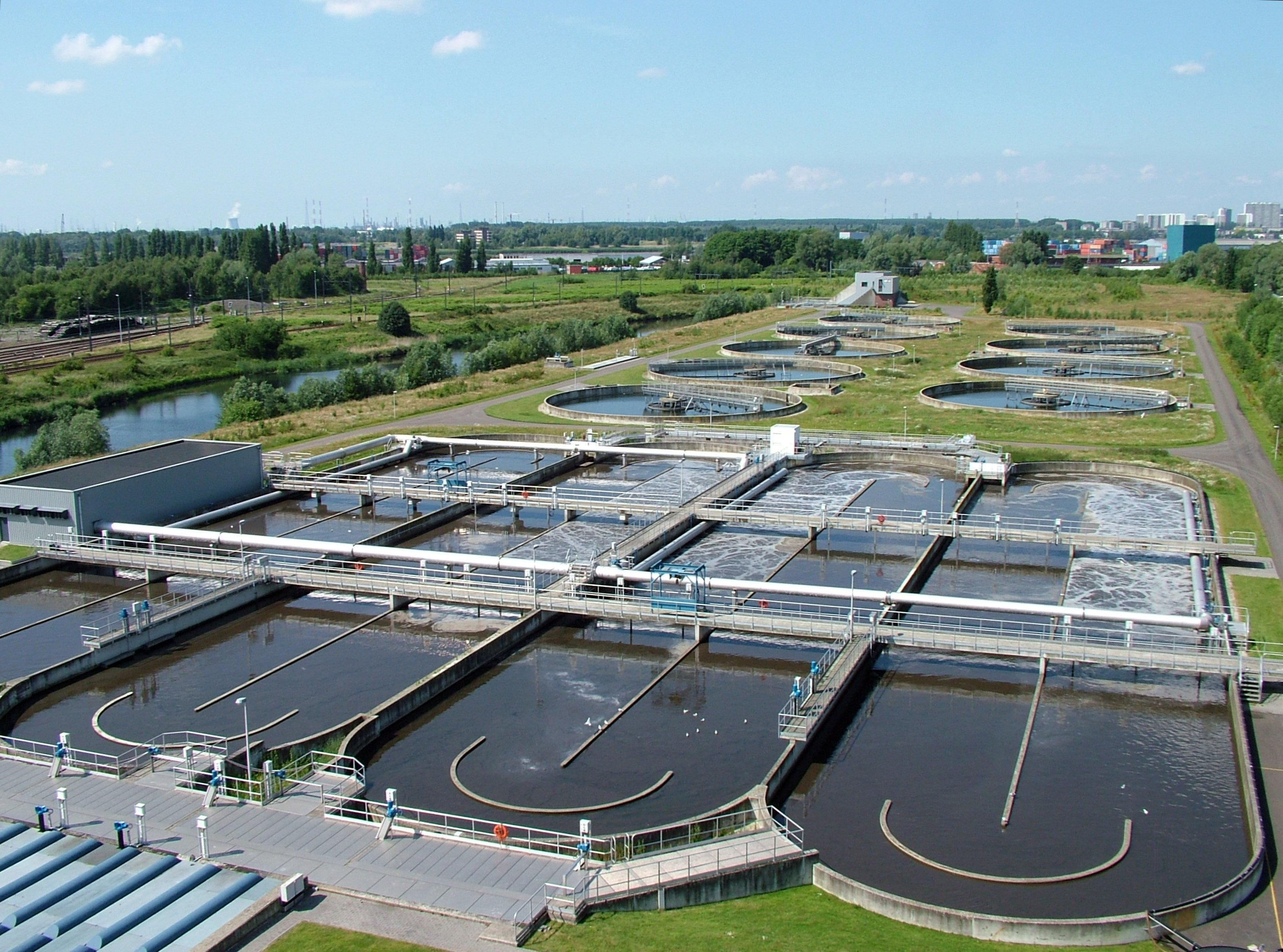
As estações de tratamento de águas residuais dependem amplamente de microrganismos para oxidar a matéria orgânica.

Estes dependem de sua capacidade de limpar a água contaminada com matéria orgânica em microrganismos que podem respirar substâncias dissolvidas. A respiração pode ser aeróbica, com um leito de filtro bem oxigenado, como um filtro de areia lento. A digestão anaeróbica por metanógenos gera gás metano útil como subproduto.

### Energia
Os microrganismos são usados na fermentação para produzir etanol e em reatores de biogás para produzir metano. Os cientistas estão pesquisando o uso de algas para produzir combustíveis líquidos e bactérias para converter várias formas de resíduos agrícolas e urbanos em combustíveis utilizáveis.

### Produtos químicos e enzimas
Os microrganismos são usados para produzir muitos produtos químicos comerciais e industriais, enzimas e outras moléculas bioativas. Os ácidos orgânicos produzidos em grande escala industrial por fermentação microbiana incluem ácido acético produzido por bactérias de ácido acético, como Acetobacter aceti, ácido butírico feito pela bactéria Clostridium butyricum, ácido láctico feito por Lactobacillus e outras bactérias lácticas.
Microrganismos são usados para preparar moléculas bioativas, como estreptoquinase da bactéria Streptococcus, Ciclosporina A do fungo ascomiceto Tolypocladium inflatum, e estatinas produzidas pela levedura Monascus purpureus.

### Ciência

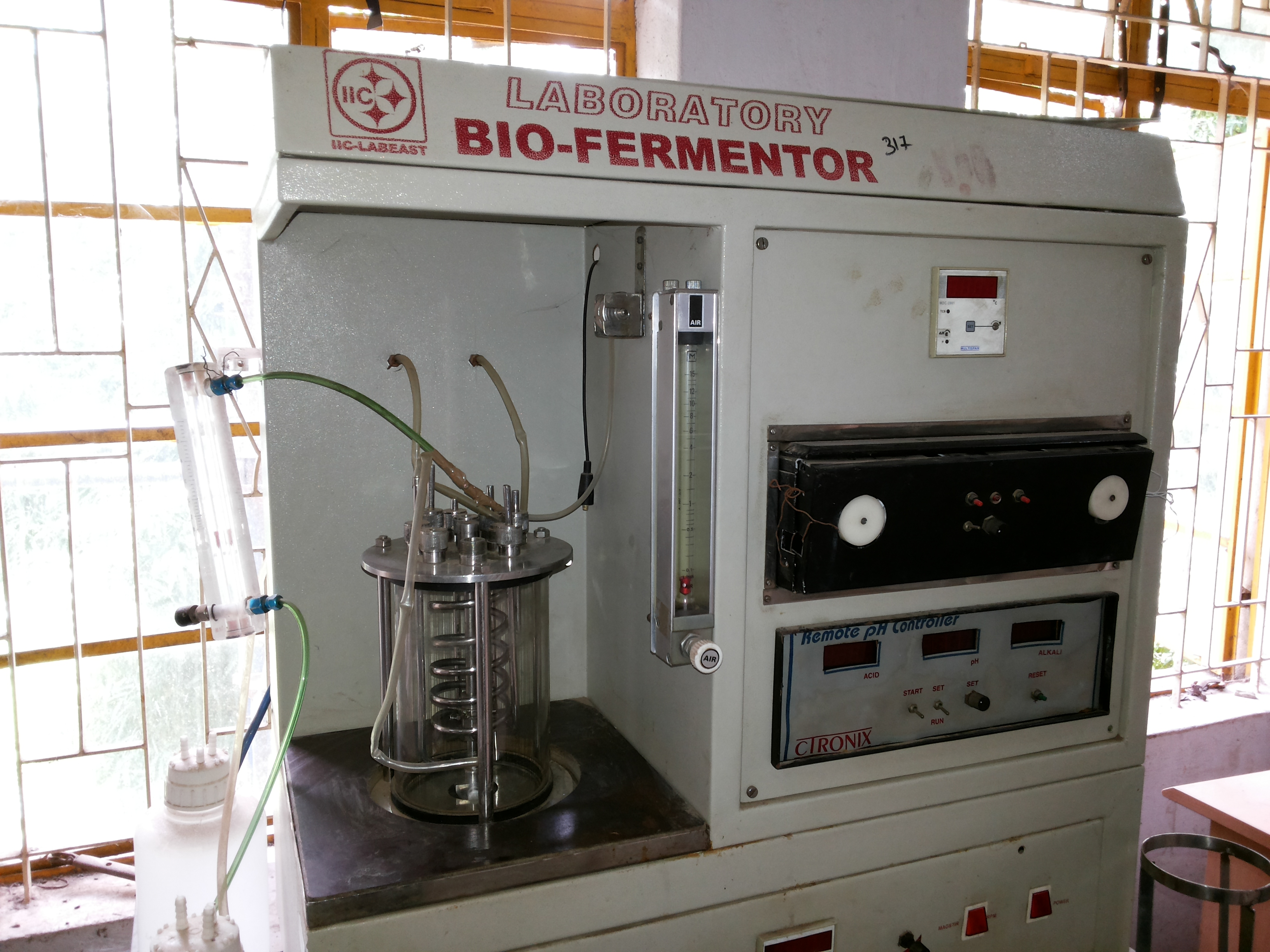
Um tanque de fermentação de laboratório

Os microrganismos são ferramentas essenciais em biotecnologia, bioquímica, genética e na biologia molecular. As leveduras Saccharomyces cerevisiae e Schizosaccharomyces pombe são importantes organismos-modelo na ciência, uma vez que são eucariontes simples que podem crescer rapidamente em grande número e são facilmente manipulados. Eles são particularmente valiosos em genética, genômica e proteômica. Os microrganismos podem ser aproveitados para usos como a criação de esteroides e o tratamento de doenças de pele. Os cientistas também estão considerando o uso de microrganismos para células de combustível vivas e como uma solução para a poluição.

### Guerra
Na Idade Média, como um dos primeiros exemplos de guerra biológica, cadáveres doentes eram jogados em castelos durante cercos usando catapultas ou outras armas de cerco. Indivíduos próximos aos cadáveres eram expostos ao patógeno e espalhavam esse patógeno para outras pessoas.
Nos tempos modernos, o bioterrorismo incluiu o ataque bioterrorista de Rajneeshee em 1984 e a liberação de antraz em 1993 por Aum Shinrikyo em Tóquio.

### No Terreno
Os micróbios podem disponibilizar nutrientes e minerais do solo para as plantas, produzir hormônios que estimulam o crescimento, estimulam o sistema imunológico da planta e desencadeiam ou amenizam as respostas ao estresse. Em geral, um conjunto mais diversificado de micróbios do solo resulta em menos doenças nas plantas e maior produtividade.

## Saúde humana

### Microbiota intestinal
Os microrganismos podem formar uma relação endossimbiótica com outros organismos maiores. Por exemplo, a simbiose microbiana desempenha um papel crucial no sistema imunológico. Os microrganismos que constituem a flora intestinal no trato gastrointestinal contribuem para a imunidade intestinal, sintetizam vitaminas como ácido fólico e biotina e fermentam carboidratos não digeríveis complexos (fibras). Alguns microrganismos considerados benéficos à saúde são denominados probióticos e estão disponíveis como suplementos alimentares ou aditivos alimentares.

### Probióticos

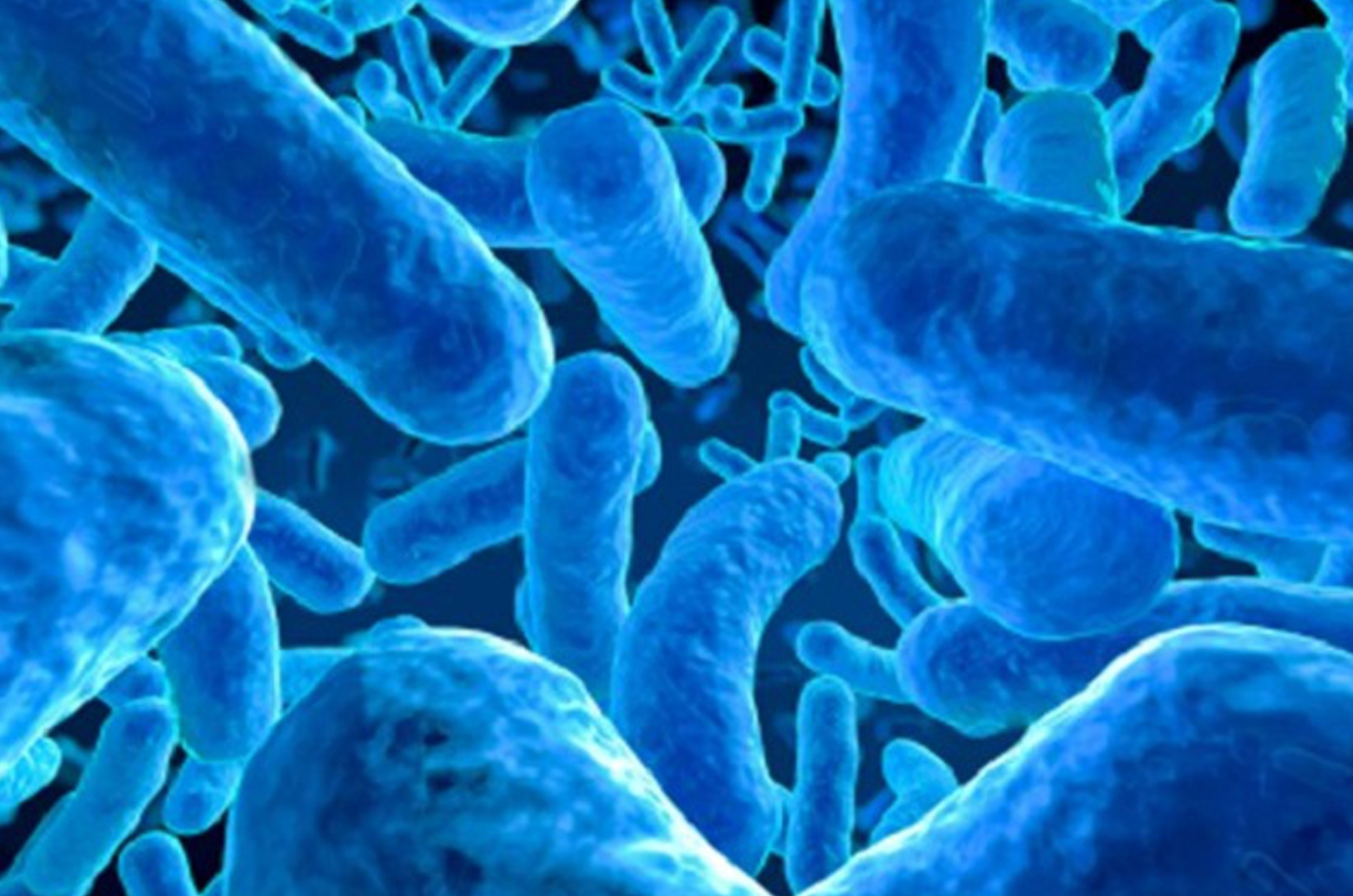
Lactobacilos vivos

Os probióticos são bactérias benéficas que vivem no intestino e melhoram a saúde geral do organismo, trazendo benefícios como facilitar a digestão e a absorção de nutrientes, e fortalecer o sistema imunológico.
Quando a flora intestinal está em desequilíbrio, o que acontece após o uso de antibióticos ou quando não se tem uma alimentação saudável e equilibrada, o intestino acaba sendo povoado por bactérias ruins, que não ajudam o sistema imunológico e deixam o organismo susceptível a várias doenças, também como a problemas intestinais, baixa imunidade, obesidade, periodontite, colesterol, pressão alta, candidíase, vaginose, irritações de pele, estresse, ansiedade e até mesmo câncer.
A ingestão de probióticos também foi associada com redução mais rápida da área da ferida em ratos, provavelmente pela redução da fase inflamatória, acelerando assim o processo de fibrose e a deposição de colágeno.

### Doenças

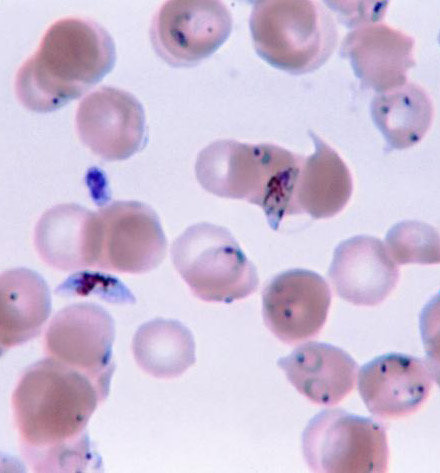
O parasita eucariótico Plasmodium falciparum (formas azuis pontiagudas), é um agente causador da malária.

Os microrganismos são os agentes causadores (patógenos) em muitas doenças infecciosas. Os organismos envolvidos incluem bactérias patogênicas, causando doenças como peste, tuberculose e antraz; parasitas protozoários, causando doenças como malária, doença do sono, disenteria e toxoplasmose; e também fungos que causam doenças como micose, candidíase ou histoplasmose. No entanto, outras doenças como gripe, febre amarela ou AIDS são causadas por vírus patogênicos, que geralmente não são classificados como organismos vivos e, portanto, não são microrganismos pela definição estrita. Não são conhecidos exemplos claros de patógenos arqueanos, embora uma relação tenha sido proposta entre a presença de alguns metanógenos arqueanos e a doença periodontal humana. Numerosos patógenos microbianos são capazes de processos reprodutivos que parecem facilitar sua sobrevivência no hospedeiro infectado.

### Higiene
A higiene é um conjunto de práticas para evitar infecções ou o vencimento dos alimentos, eliminando microrganismos do ambiente. Como os microrganismos, em particular as bactérias, são encontrados virtualmente em todos os lugares, os microrganismos prejudiciais podem ser reduzidos a níveis aceitáveis em vez de realmente eliminados. Na preparação de alimentos, os microrganismos são reduzidos por métodos de preservação como o cozimento, a limpeza de utensílios ou por baixas temperaturas. Se a esterilidade completa for necessária, como acontece com o equipamento cirúrgico, uma autoclave é usada para matar os microrganismos com calor e pressão.